# Parmaschinken

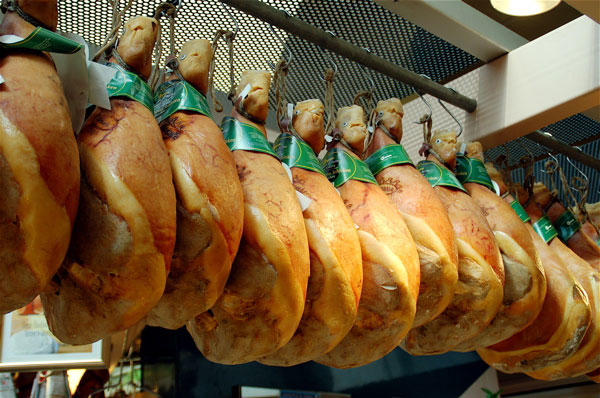
Parmaschinken in der Markthalle Stuttgart

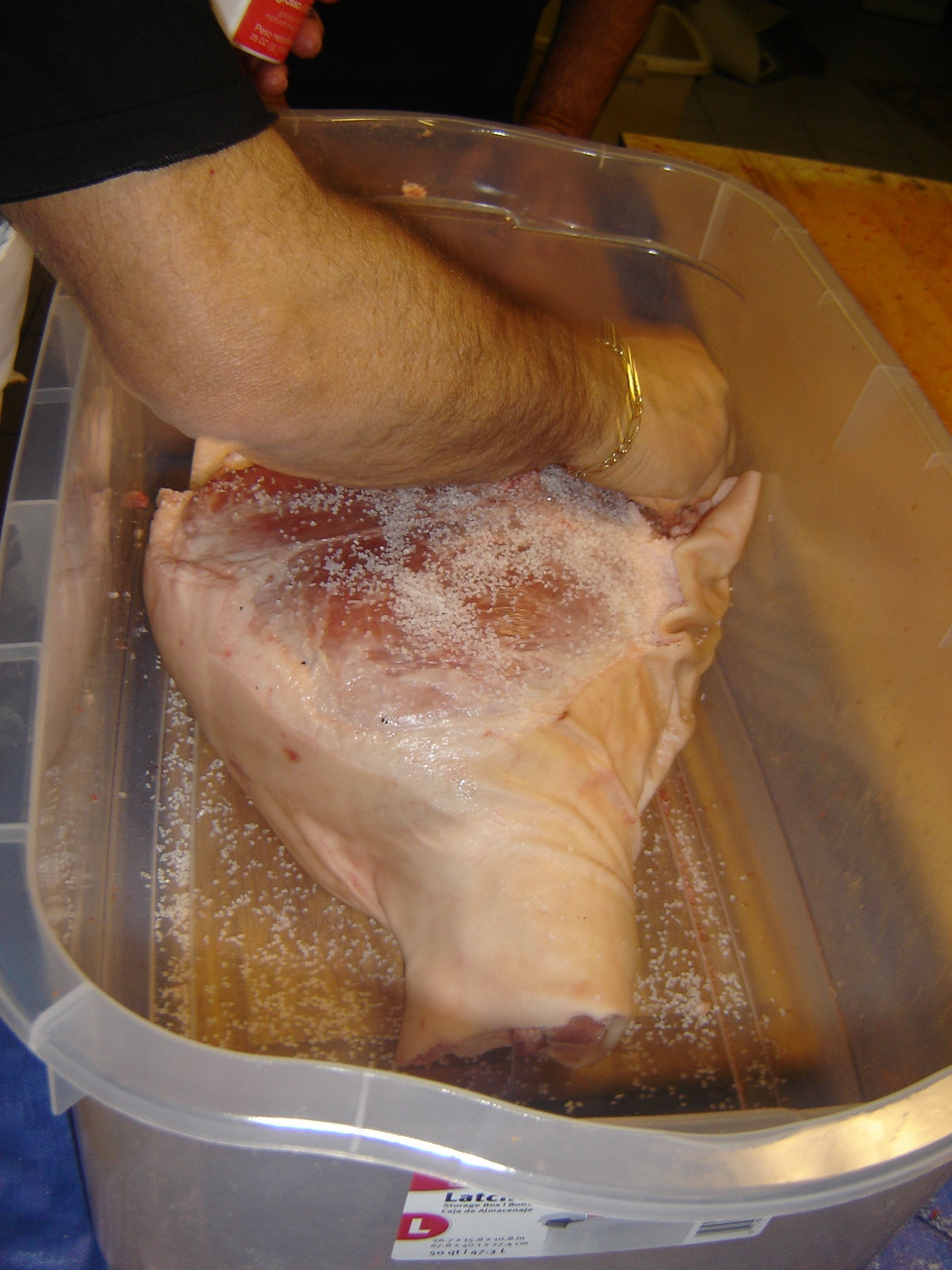
Ein Schinken wird mit Salz eingerieben.

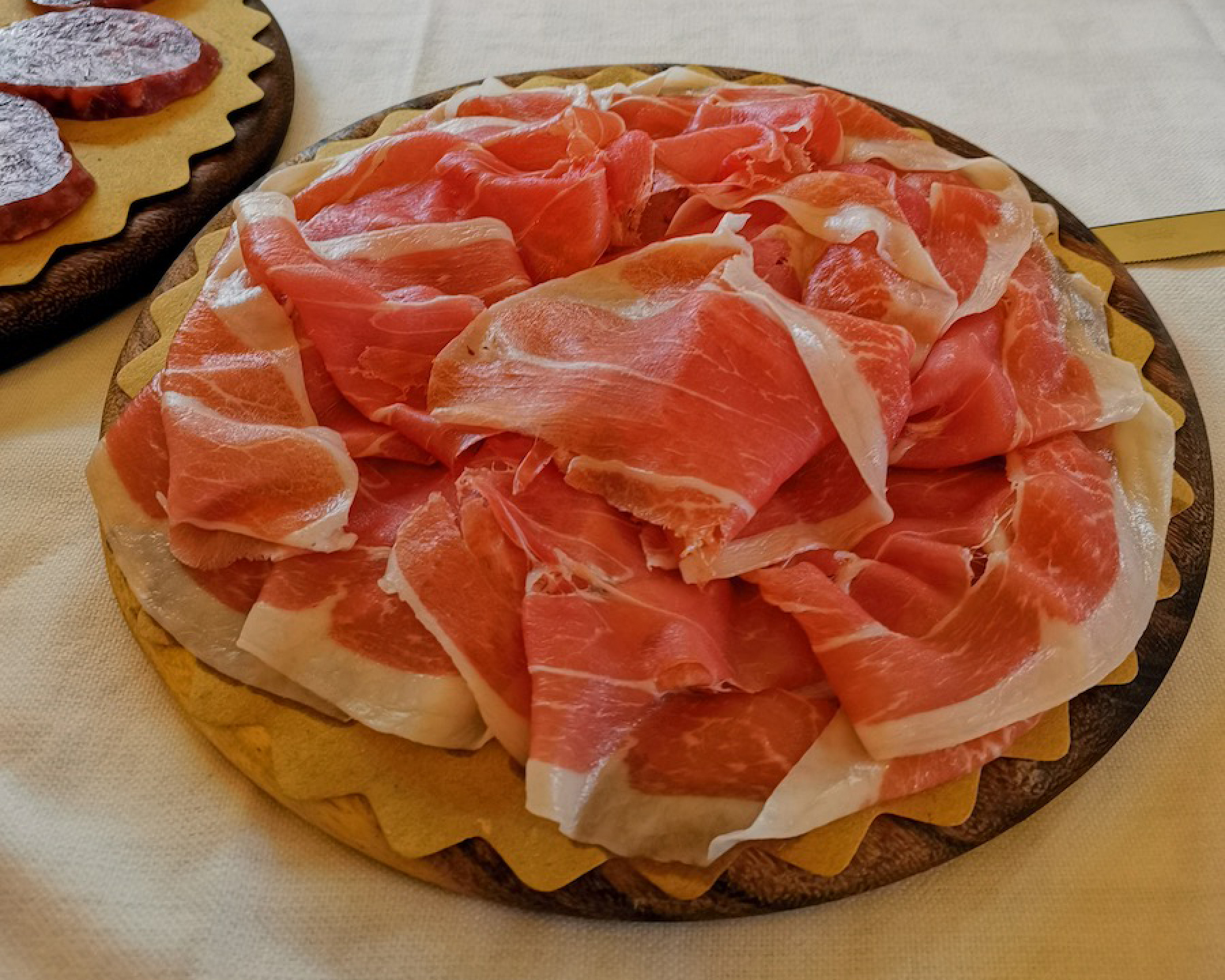
Prosciutto di Parma

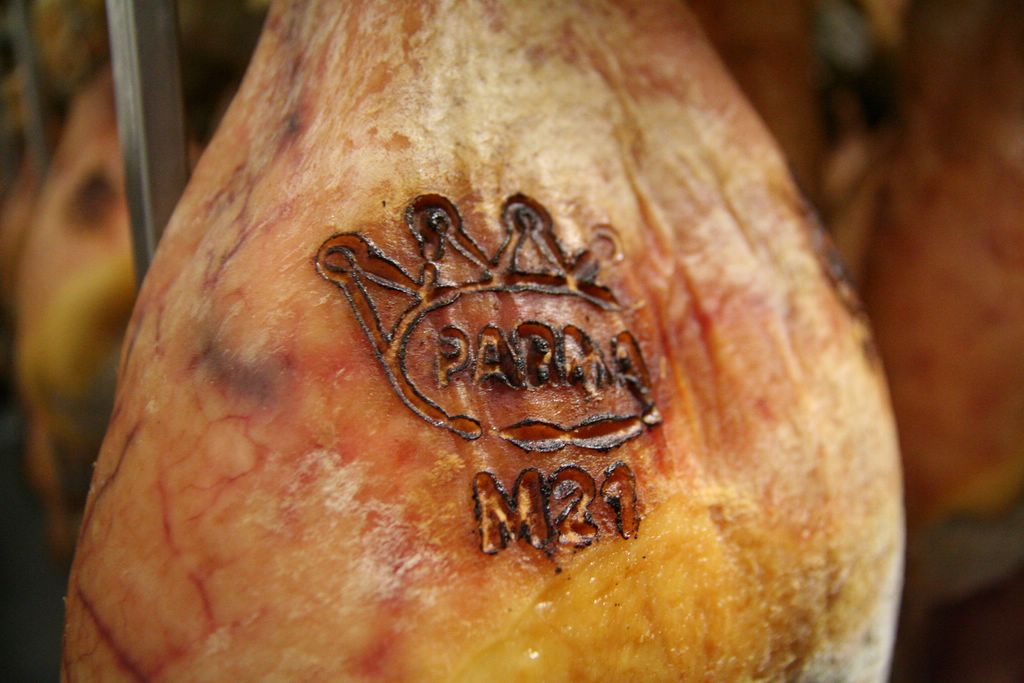
Prosciutto di Parma mit original Parma-Siegel (hier als Brandzeichen)

Parmaschinken, italienisch Prosciutto di Parma, ist ein naturbelassener luftgetrockneter Rohschinken aus der Provinz Parma nordwestlich von Bologna. Er hat einen mild-würzigen Geschmack, ist von rosaroter Farbe mit feiner Fettmaserung, die Konsistenz ist zart.
Ursprungsort des Parmaschinkens ist Langhirano am Fluss Parma, in dem auch heute ein Großteil der Schinken produziert wird.
In Italien bleibt der Knochen meist am Schinken, geschnitten wird er erst unmittelbar vor dem Verzehr in hauchdünne Scheiben. Klassisch wird er mit Melonenspalten oder anderen Früchten als Vorspeise gereicht.

## Herstellung
Parmaschinken wird aus Schweinen hergestellt, die aus einer von elf definierten Regionen Nord- und Mittelitaliens stammen. Sie müssen bei der Schlachtung älter als 9 Monate sein und mindestens 110,1 kg und höchstens 168 kg wiegen.
Nach der Schlachtung werden die durchschnittlich 15 kg schweren Schweinekeulen vom Salzmeister mit Meersalz eingerieben. Die sparsame Verwendung von Salz gibt dem Parmaschinken einen milden Geschmack. Nach dem Salzen nehmen die Schinken im Kühlraum das Salz auf und verlieren gleichzeitig Wasser und damit Gewicht.
Anschließend wird das Salz abgewaschen und der Schinken zur Lufttrocknung in spezielle Reifehallen gehängt. In diesen sorgen einander gegenüberliegende Fenster für einen steten Luftstrom. Um an der Fleischseite eine zu starke Austrocknung zu verhindern, wird der Schinken hier mit der sogenannten Sugna, einer Mischung aus Schmalz und Salz, eingerieben. Der Einschmalzungsprozess des Schinkens wird in der Fachsprache als Sugnatura bezeichnet. Nach italienischem Lebensmittelrecht stellt die Sugna keine Zutat dar.
Nach einer Reifezeit von mindestens vierzehn Monaten wird der Parmaschinken von einem unabhängigen Prüfer geprüft, indem dieser einen spitzen Pferdeknochen an fünf genau festgelegten Punkten einsticht und insbesondere den Geruch und die Konsistenz des Parmaschinkens mit dem Knochen prüft. Schinken, die alle Qualitätsprüfungen bestanden haben, bekommen die fünfzackige Krone der Herzöge von Parma aufgebrannt.

## Wirtschaftliche Aspekte
2023 wurden 7.450.000 Parmaschinken produziert, von denen 67 % in Italien blieben und 33 % in den Export gingen. Dies bezieht sich sowohl auf ganze Schinken als auch auf die SB-Ware. In der Herstellung sind 3.000 Mitarbeiter in 130 Manufakturen beschäftigt. 3.600 Schweinemastbetriebe liefern die Schweinekeulen, und für die Schlachtung stehen 84 Schlachthöfe zur Verfügung. Die gesamte Branche zählt 50.000 Beschäftigte.  Der Produktionswert lag 2023 bei 850 Millionen Euro.

## Markenrechtliche Aspekte
Parmaschinken trägt seit 1996 das Siegel „Geschützte Ursprungsbezeichnung“, das von der EU zum Schutz traditioneller, regionaler Spezialitäten verliehen wird. Unter dem Namen Parmaschinken darf daher nur Schinken angeboten werden, der aus Keulen definierter Schweinerassen, die in Nord- und Mittelitalien geboren und aufgezogen wurden, hergestellt wurde und dies nach traditionellem, streng festgelegten Verfahren ausschließlich in der Provinz Parma.
Über die Einhaltung dieser Vorschriften wacht das 1963 gegründete Consorzio del Prosciutto di Parma. Parmaschinken trägt als Markenzeichen die fünfzackige Krone des Herzogtums Parma auf der Schwarte und auf der SB-Packung.

## Prosciuttopoli
2018 wurde bekannt, dass die Staatsanwaltschaft Turin wegen Verstößen gegen die strengen Qualitätsauflagen ermittelte. Laut der Ermittler waren bei der Herstellung von Parma- und San-Daniele-Schinken sowie anderer Fleisch- und Wurstwaren seit 2014 in größerem Umfang Schweinekeulen von nicht reinrassigen Schweinen verwendet worden. Durch die Verwendung von dänischen Zuchtebern konnte die Aufzucht bei geringerem Futterbedarf beschleunigt werden. Im Gegensatz zu reinrassigen italienischen Züchtungen, besitzt die Kreuzung jedoch eine geringere Fettschicht, was sich auf Lagerung und Konservierung des Schinkens auswirkt.
Durch falsche Angaben bei den Geburtsdaten, deren Eintrag in Eigenverantwortung der Züchter lag, konnte der Betrug verschleiert werden. Nach Ansicht von Experten hätte die geringere Fettmasse bei der Schlachtung und bei der Weiterverarbeitung allerdings auffallen müssen, da die Fettmasse Einfluss auf den Reifungsprozess hat.
Die dänischen Eber wurden auch nach der Aufdeckung 2017 weiterverwendet. Bis Juni 2019 waren bereits 3,5 Millionen Schinken aus dem Verkehr gezogen worden. In der Folge wurden neue Qualitätskontrollen eingeführt und neue Produktionsrichtlinien vorgestellt.  Im Frühjahr 2021 wurden 23 Personen und 10 Unternehmen unter anderem wegen Betrugs und Urkundenfälschung in dem in Anlehnung an Tangentopoli von den Medien auch als Prosciuttopoli bezeichneten Lebensmittelskandal angeklagt.